# Nelsonův sloup
Nelsonův sloup (Nelson's Column) je památník na Trafalgarském náměstí v městském obvodu Westminster v centru Londýna.
Byl postaven mezi léty 1840 až 1843 na památku admirála Nelsona, který padl roku 1805 v bitvě u Trafalgaru. Tvoří ho 5,5 m vysoká Nelsonova socha na 56 m vysokém žulovém sloupu.
Socha hledí na jih, směrem k Westminsterskému paláci. Horní část korintského sloupu je ozdobena bronzovými listy odlitými z britských děl. Podstavec sloupu nese čtyři bronzové reliéfy z kovu ukořistěných francouzských děl, která zobrazují čtyři velká Nelsonova vítězství.
Návrh tohoto památníku vytvořil roku 1838 architekt William Railton a zrealizovala ho společnost Peto & Grissell. Railtonův původní model v měřítku 1:22 je vystaven v National Maritime Museum v Greenwichi.
Podobný památník, Nelsonův pilíř (Nelson's Pillar), stál od roku 1808 v Dublinu, ale v roce 1966 byl stržen skupinou příslušníků IRA.
Doprava:
- metro – stanice Charing Cross, Embankment a Leicester Square
- železnice – stanice Charing Cross.